# دومينيك أديياه
دومينيك أديياه (بالإنجليزية: Dominic Adiyiah)‏ (مواليد 10 يوليو 1989 في أكرا، غانا) لاعب كره قدم غاني، شارك في كأس العالم للشباب 2009.
مع المنتخب الغاني وأحرز لقب البطولة، كان يلعب مع فريق نادي إيه سي ميلان الإيطالي.
بعدما أصبح هدافاً للبطولة بـ8 أهداف في كأس العالم للشباب تم ضمه للمنتخب الأول في بطولة كأس الأمم الأفريقية لكرة القدم 2010 بأنغولا. وقد لعب مع منتخب غانا لكرة القدم في كأس العالم لكرة القدم 2010.

## روابط خارجية
- دومينيك أديياه على موقع الاتحاد الدولي (مؤرشف)  (الإنجليزية)
- دومينيك أديياه على موقع اتحاد تركيا (لاعب) (الإنجليزية)
- دومينيك أديياه على موقع اتحاد أوكرانيا (الإنجليزية)
- دومينيك أديياه على موقع قاعدة بيانات كرة القدم.إي يو (الإنجليزية)
- دومينيك أديياه على موقع ناشيونال فوتبول تيمز (الإنجليزية)
- دومينيك أديياه على موقع Soccerway.com (الإنجليزية)
- دومينيك أديياه على موقع عالم كرة القدم.نت (الإنجليزية)
- دومينيك أديياه على موقع كووورة